# Лео Матес
Лео Матес (Осијек, 24. децембар 1911 — Београд, 9. септембар 1991) био је учесник Народноослободилачке борбе, дипломата и друштвено-политички радник СФР Југославије.

## Биографија
Рођен је 24. децембра 1911. године у Осијеку, у јеврејској породици. У Загребу је завршио гимназију и студирао технику. Још као ђак виших разреда гимназије, учествовао је у револуционарном омладинском покрету, а за време студија био је један од руководилаца студентског покрета на загребачком Универзитету.
Од 1937. године био је члан Централног комитета Савеза комунистичке омладине Југославије (СКОЈ) и секретар Покрајинског комитета СКОЈ-а за Хрватску. Због револуционарне активности у раздобљу од 1933. до 1941. године, био је седам пута хапшен, изведен пред Суд за заштиту државе и 26. децембра 1939. године конфинован у затвор у Лепоглави.
Након окупације земље априла 1941. године, као члан Месног комитета КПЈ за Загреб, радио је на организацији илегалне штампе до почетка 1942, када се придружио Народноослободилачкој војсци Југославије, где је био на разним војним и политичким дужностима.

### Послератни период
Од 1945. године био је главни уредник Танјуга, након чега је радио у дипломатији. Међу осталим, био је саветник Амбасаде ФНР Југославије у Лондону, амбасадор у САД-у (од марта 1954) и стални представник Југославије у Организацији уједињених нација (ОУН). Од септембра 1958. до 1961. године био је генерални секретар председника Југославије, а након тога помоћник Савезног секретара за иностране послове ФНРЈ, Коче Поповића.
Био је и директор Института за међународну политику и привреду у Београду, од 1962. до 1972. године, познати стручњак за међународне односе и аутор више књига, од којих су најзначајније „Несврстаност“ (1970) и „Политика суперсила и оружје“ (1988).
Женио се два пута, најпре са Вандом Новосел, а потом са Љубинком Ваљаревић, са којом је имао два сина. Преминуо је 9. септембра 1991. године у Београду. Сахрањен је на Новом гробљу у Београду.
Носилац је Партизанске споменице 1941. и других високих југословенских и иностраних одликовања.